# Родна кућа Војислава Манојловића
Родна кућа Војислава Манојловића, учесника НОР-а и народног хероја, налази се у засеоку званом Коса, на десној обали реке Кубршнице у селу Бањи. Кућа представља непокретно културно добро као споменик културе, решењем Завода за заштиту и научно проучавање споменика културе Београд бр. 329/50 од 27. марта 1950. године.
Кућа је некада била полубрвнара, али је у новије време измењена тако што је део од брвана озидан опеком. У овој кући је 11. јануара 1925. године, рођен Војислав Манојловић, који је постао члан Савеза комунистичке омладине Југославије (СКОЈ) 1942. године, а учесник је Народноослободилачке борбе од 1943. године. Налазио се на функцији борца-пушкомитраљесца и заменика командира Треће чете Трећег батаљона у Трећој српској пролетерској ударној бригади. Погинуо је 14. септембра 1944. године у борби против четника, на сектору Гаглово-Капиџија, код Великог Шиљеговца. Још за живота, почетком септембра 1944. године, одлуком Председништва АВНОЈ-а одликован је Орденом партизанске звезде трећег реда, а за народног хероја постхумно је проглашен 12. јануара 1945. године.